# USS Prairie (AD-5)
El USS Prairie (AD-5), anteriormente conocido como Morgan Liner S.S. El Sol, fue un buque construido en 1890 por William Cramp and Sons en Filadelfia, Pensilvania. El buque fue comprado por la Armada de los Estados Unidos el 6 de abril de 1898 a la Southern Pacific Company y puesto en servicio dos días después en Nueva York.

## Historia
El Prairie se convirtió en un crucero auxiliar asignado al Escuadrón de la Patrulla del Norte y más tarde a la North Atlantic Fleet (Flota del Atlántico Norte). Durante la Guerra hispano-estadounidense, sirvió en aguas cubanas entre julio y agosto de 1898, regresando a Massachusetts el 28 de agosto del mismo año. Fue desarmado el 15 de marzo de 1899 en Filadelfia.
Pasó a situación de reserva el 23 de marzo de 1899, destinado a la milicia naval de la costa atlántica, hasta que fue dado de baja en Nueva York el 18 de febrero de 1901. Transportó a miembros del gobierno a la Exposición Universal de París de 1900 y fue devuelto al servicio activo en Boston el 9 de noviembre de 1901 como buque escuela, realizando esta misión hasta que se dio de nuevo de baja en Boston el 14 de junio de 1905.
Fue puesto en servicio de nuevo el 26 de septiembre de 1906 en Boston como buque de transporte, en servicio en la Flota del Atlántico. Protegió los intereses estadounidenses en Cuba desde marzo hasta abril de 1907. Más tarde volvió a las tareas de formación con la milicia naval desde mayo hasta septiembre de 1907.
Participó en la Ocupación estadounidense de Veracruz de 1914.
Las primeras tropas invasoras que desembarcaron en los muelles de Veracruz bajaron del Prairie, que estaba anclado cerca de San Juan de Ulúa. Llegaron al Muelle en lanchas remolcadas por lanchones de vapor ("Picket Boats").
El Prairie apoyó los primeros avances con su artillería. Por la tarde del día 21 de abril, disparó sus cañones de 3-pulgadas contra la Escuela Naval, apoyando la retirada de los tres lanchones remolcadores, comandados por John McCloy que habían atacado sorpresivamente a la Escuela Naval desde el malecón, con sus pequeños cañones de una libra.
Bitácora del 21 de abril de 1914 del buque británico HMS Essex

3.20 [15:20 h] Los lanchones ("Pick B/S": "Picket Boats" - remolcadores comandados por John McCloy) apoyando el flanco de las tropas de desembarco, entraron en acción cerca de la "caseta de prácticos" pero fueron rechazados por fuego de fusil.
4.0 [16:00 h] El U.S. Prairie continuó apoyando tropas en tierra, bombardeando partes de la ciudad ocupadas por francotiradores, y también atacó a la Escuela Naval.
Durante la Primera Guerra Mundial fue utilizado como buque nodriza de destructores hacia finales de 1917.
El buque fue dado de baja definitivamente el 22 de noviembre de 1922 en San Diego, California, siendo vendido el 22 de junio de 1923 a Luis Rothenberg, Oakland, California .